# Саламанка
Вижте пояснителната страница за други значения на Саламанка.
Салама̀нка (на испански: Salamanca) е град в Западна Испания, административен център на провинция Саламанка в автономна област Кастилия и Леон. Населението на града е 149 528 души (2013).
Разположен е около река Тормес. Университетът на Саламанка, основан през 1218 е най-старият испански университет, функциониращ и в наши дни. През 1985 година старият град е обявен от ЮНЕСКО за част от Световното наследство на човечеството. Има аерогара и жп гара, католически и държавен университет. Главни исторически забележителности са сградата на Университета, главният площад, манастира „Свети Стефан“ и други здания в готически стил.

## История
Градът е основан от келтското племе вакеи. След идването на римляните на Иберийския полуостров, Хелмантика, както бил известен тогава града, станал важен търговски център.
Саламанка е превзет от маврите през 712 и остава под тяхно управление чак до 11 век. Важен момент в историята на града е основаването на Университета на Саламанка (1218), който бързо се превръща в един от най-престижните европейски учебни центрове.

## Личности
- Родени в Саламанка
  - Висенте дел Боске (р. 1950), футболист и треньор
- Починали в Саламанка
  - Мигел де Унамуно (1864 – 1936), философ

## Побратимени градове
- Вюрцбург, Германия
- Ним, Франция
- Брюж, Белгия
- Буенос Айрес, Аржентина
- Коимбра, Португалия
- Хихон, Испания